# Tombe van Itimad ud-Daulah

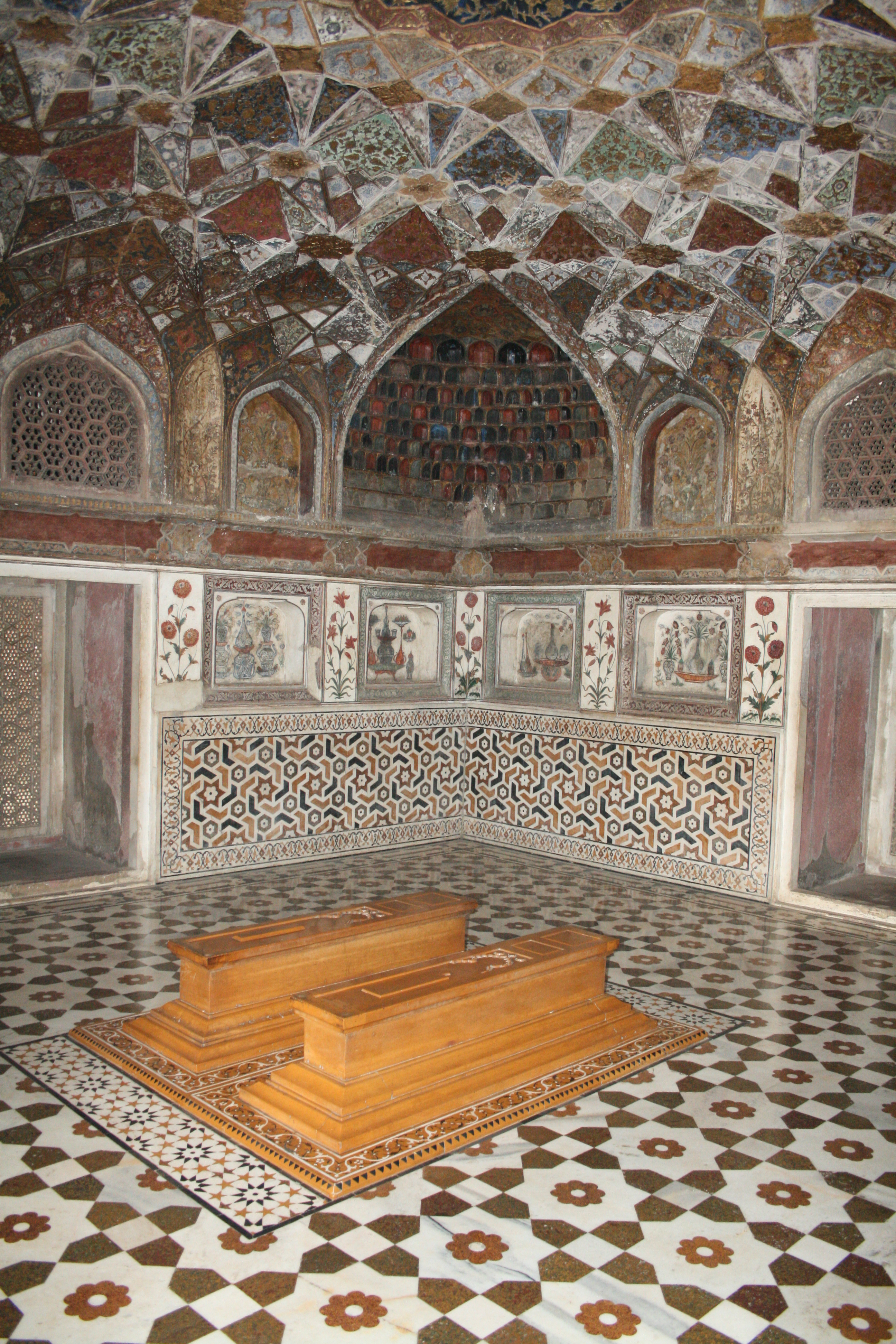
Interieur van de tombe

De Tombe van Itimad ud-Daulah of Itimad ad-Dawla is een mausoleum in Agra (India), dat tussen 1622 en 1628 gebouwd werd in opdracht van Nur Jahan, de favoriete vrouw en medeheerseres van Mogolheerser Jahangir. Nur Jahan liet de tombe bouwen als laatste rustplaats voor haar in 1621 overleden ouders, Mirza Ghiyath Beg en haar moeder Asmat Begum. De naam van het monument is ontleend aan de titel die Mirza Ghiyath Beg kreeg als vizier van het Mogolrijk: Itimad ud-Daulah ('Pilaar van de Staat'). Het mausoleum wordt beschouwd als een schets voor de enkele jaren later gebouwde Taj Mahal, vandaar de bijnaam 'baby Taj'.

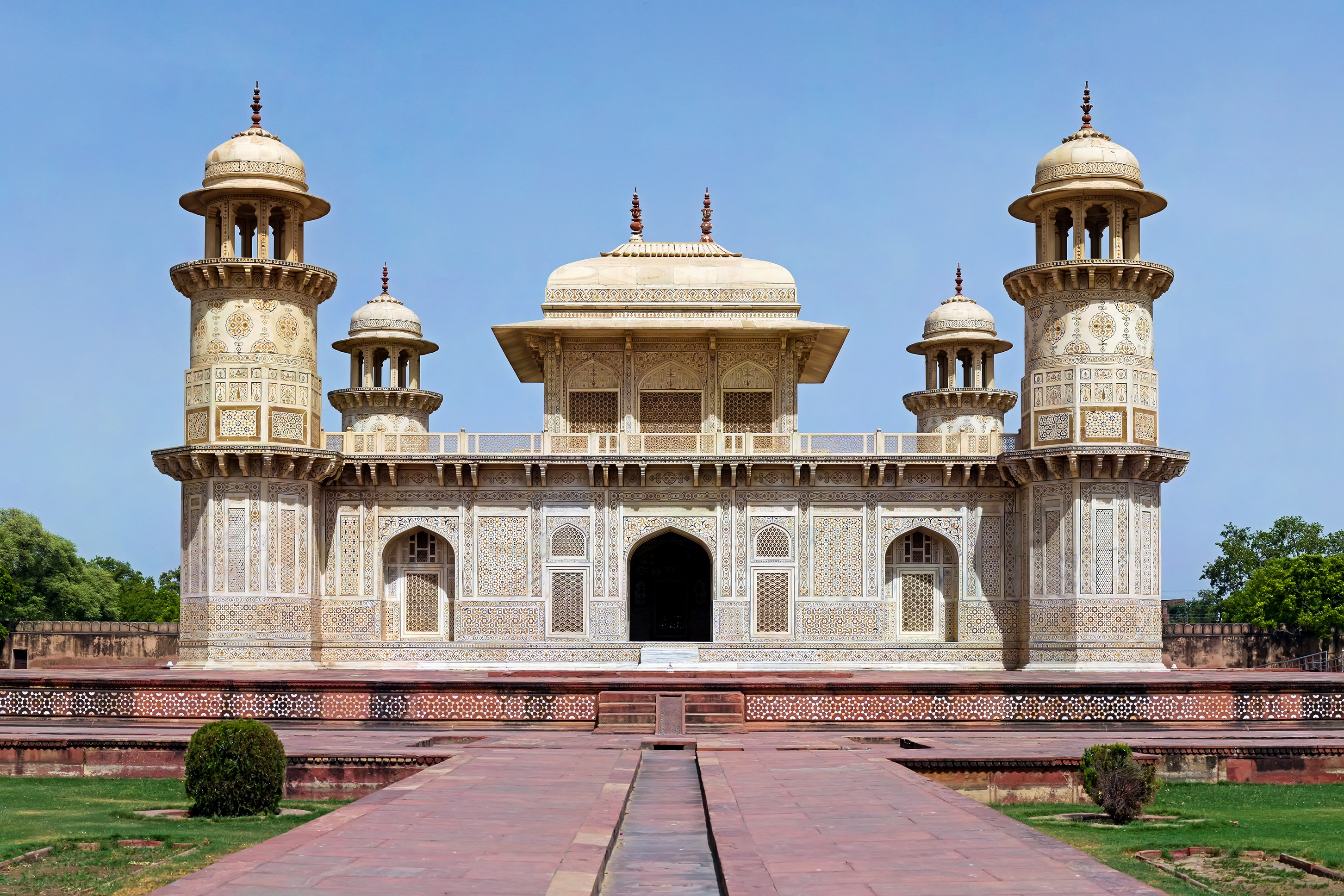
Tombe van Itimad ud-Daulah

Het grafmonument ligt in een ommuurde tuin aan de oever van de Yamuna in Agra. De tuin is volgens het klassieke Perzische chahar bagh-patroon aangelegd, waarbij kanalen en looppaden het perceel symmetrisch verdelen in bloemperken. De stichter van de Mogoldynastie, Babur, had dit tuinontwerp in India geïntroduceerd en zijn opvolgers gebruikten het steevast als omlijsting van hun graftombes (zie bijvoorbeeld Humayuns tombe, het mausoleum van Akbar en de Taj Mahal).
In het midden van de tuin ligt op een rood zandstenen platform de vierkante tombe met achthoekige torentjes op de hoeken. De torentjes zijn getooid met chhatri's, kleine sierpaviljoens die veelvuldig voorkomen in de Indiase bouwkunst. Het gebouw is binnen en buiten met wit marmer bekleed, waarin halfedelstenen zijn ingelegd. Met behulp van deze gecompliceerde techniek, pietra dura genaamd, werden indrukwekkende motieven van bloemen, vazen, ceders en andere vormen aangebracht.
Binnen de tombe is de centrale kamer door acht ruimtes omgeven met daarin graven van andere familieleden liggen. In de middelste ruimte ligt de cenotaaf van Mirza Ghiyath Beg en Asmat Begum, met daarboven een paviljoen. De vloer is ingelegd met steenintarsia in gebogen plantenarabesken. Het licht valt binnen door fijn marmeren rasterwerk (jali's) voor de hoge, uivormige vensters.